# Aulo Mânlio Vulsão (decênviro em 451 a.C.)
Aulo Mânlio Vulsão (em latim: Aulus Manlius Vulso) foi um político da gente Mânlio nos primeiros anos da República Romana eleito decênviro em 451 a.C. no Primeiro Decenvirato. Era filho de Aulo Mânlio Vulsão (cônsul em 474 a.C.).

## Biografia
Aulo Mânlio foi enviado como embaixador em 454 a.C. a Atenas com o objetivo de colher informações sobre as instituições gregas e transcrever as leis de Sólon. O resultado desta expedição, que contou ainda com Espúrio Postúmio Albo Regilense e Sérvio Sulpício Camerino Cornuto, foi a instituição do decenvirato, que tinha por objetivo reformar as leis romanas e resultou na Lei das Doze Tábuas.

## Decenvirato
Foi eleito em 451 a.C. para o Primeiro Decenvirato, que elaborou a "Lei das Dez Tábuas", que seria depois completada e resultaria na Lei das Doze Tábuas. 